# Middeleeuwse lettertegel

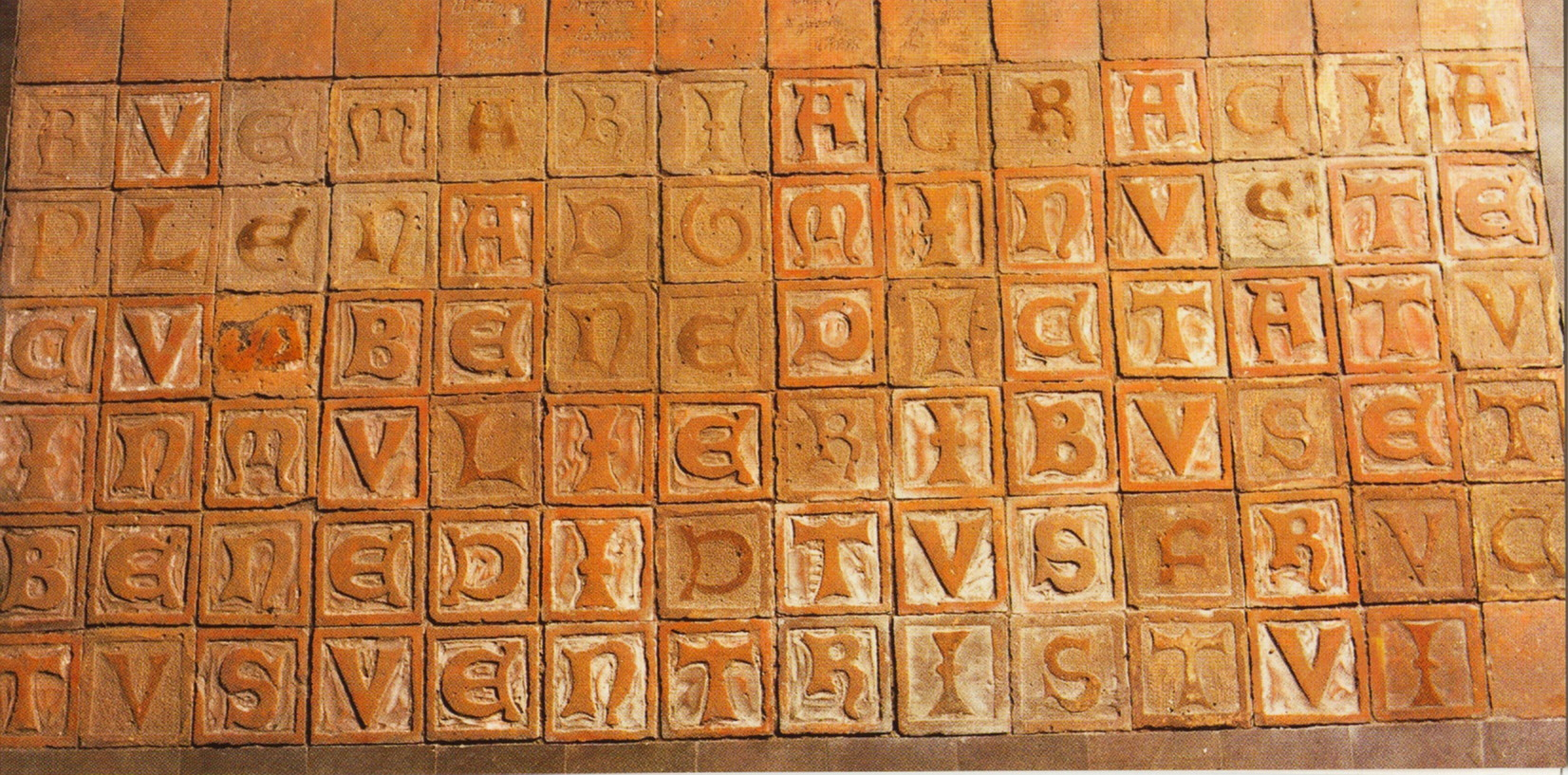
Ave Maria samengesteld uit losse lettertegels in de Abdij van Zinna (Duitsland)

Een middeleeuwse lettertegel is een bakstenen tegel waarin een enkele letter was gedrukt. Deze tegels werden in de late middeleeuwen in kloosters en kerken gebruikt om christelijke inscripties op vloeren en muren aan te brengen. De stempel waarop een letter in spiegelbeeld stond, werd in de zachte klei geperst en vervolgens gebakken. Met de tegels konden woorden worden gevormd door de één-lettertegels in de gewenste volgorde te plaatsen.
De decoratietechniek is opmerkelijk omdat het een vroege vorm van zetten met verplaatsbare losse letters is en in wezen niets anders dan het aan elkaar rijgen van identiek gemaakte losse letters met het doel een afbeelding te produceren. In tegenstelling tot de conventionele druktechniek die later door Johannes Gutenberg werd ontwikkeld, werden middeleeuwse tegelalfabetten in omgekeerde volgorde gemaakt. Tijdens de eerste stap werden de letters (in)gedrukt en pas daarna werden de letters gezet. De losse letters werden op de vloer uitgespreid en samengesteld tot woorden en tekstregels.
Het gebruik van dergelijke verplaatsbare lettertegels is gedocumenteerd voor de Engelse Chertsey Abbey. De ruïnes van dit klooster dateren uit de tweede helft van de 13e eeuw. Ook in de vroeg 14e-eeuwse vloer van de Nederlandse Aduard-abdij zijn deze lettertegels gebruikt. In de Abdij van Zinna ten zuiden van Berlijn is een nog steeds bestaand Ave Maria in de vloer voor het altaar gelegd. Elke letter verschijnt als hoogdruk op een ongeglazuurde, roodbruine terracotta tegel van 14 x 14 cm. De Latijnse inscriptie dateert uit de 13e of 14e eeuw en werd samengesteld met Gotische drukletters.
De Prüfeninger Weiheinschrift is een Latijnse kerkinscriptie op een enkele kleitablet waarin een ander soort typografie wordt gebruikt: de woorden zijn gestempeld met losse stempels of drukletters.

## Verder lezen
- Haberley, Loyd (1937): "Middeleeuwse Engelse straattegels", Blackwel